# Jacques Düblin
Jacques Düblin (* 24. Juni 1901 in Oberwil, Kanton Basel-Landschaft; † 26. Juni 1978 ebenda) war ein Schweizer Maler und Glasmaler.

## Leben und Werk
Jacques Düblin war der Sohn des Briefträgers Jakob Düblin und der Paulina Degen, die ein Lebensmittelgeschäft in Oberwil führte. Da der Laden auch das Salzmonopol für das ganze Leimental innehatte, bekam Düblin den Dorfnamen Salzjoggi.
Nach einer abgeschlossenen Mechanikerlehre liess er sich von 1919 bis 1922 am Technikum in Winterthur, heute Zürcher Hochschule Winterthur, zum Maschinentechniker ausbilden und schloss mit einem Maschinentechnikerdiplom ab. Anschliessend arbeitete er als Konstrukteur bei der Firma Brown Boveri in Münchenstein.

Seine Ausbildung als Kunstmaler erhielt er von 1925 bis 1928 an der Académie Julian in Paris bei Paul Albert Laurens. 1927 konnte er am Salon d’Automne sein erstes Bild verkaufen. Seine frühen Vorbilder waren Vincent van Gogh, Paul Cézanne und die Impressionisten. Düblin entwickelte sich weiter in Richtung des Expressionismus. So zeigen in Paris entstandene Federzeichnungen jener Zeit erste mutige Schritte zum Abstrakten. 1928 kehrte Düblin nach Oberwil zurück. Von dort aus nahm er mit seinen Bildern, die Landschaften des Leimentals sowie alltägliche Familienszenen darstellen, an mehreren Ausstellungen in Basel teil. Düblin war in der Region gut vernetzt und war u. a. mit Jakob Strasser, Coghuf, Ferdinand Gehr, Karl Moor und Walter Schneider befreundet. 

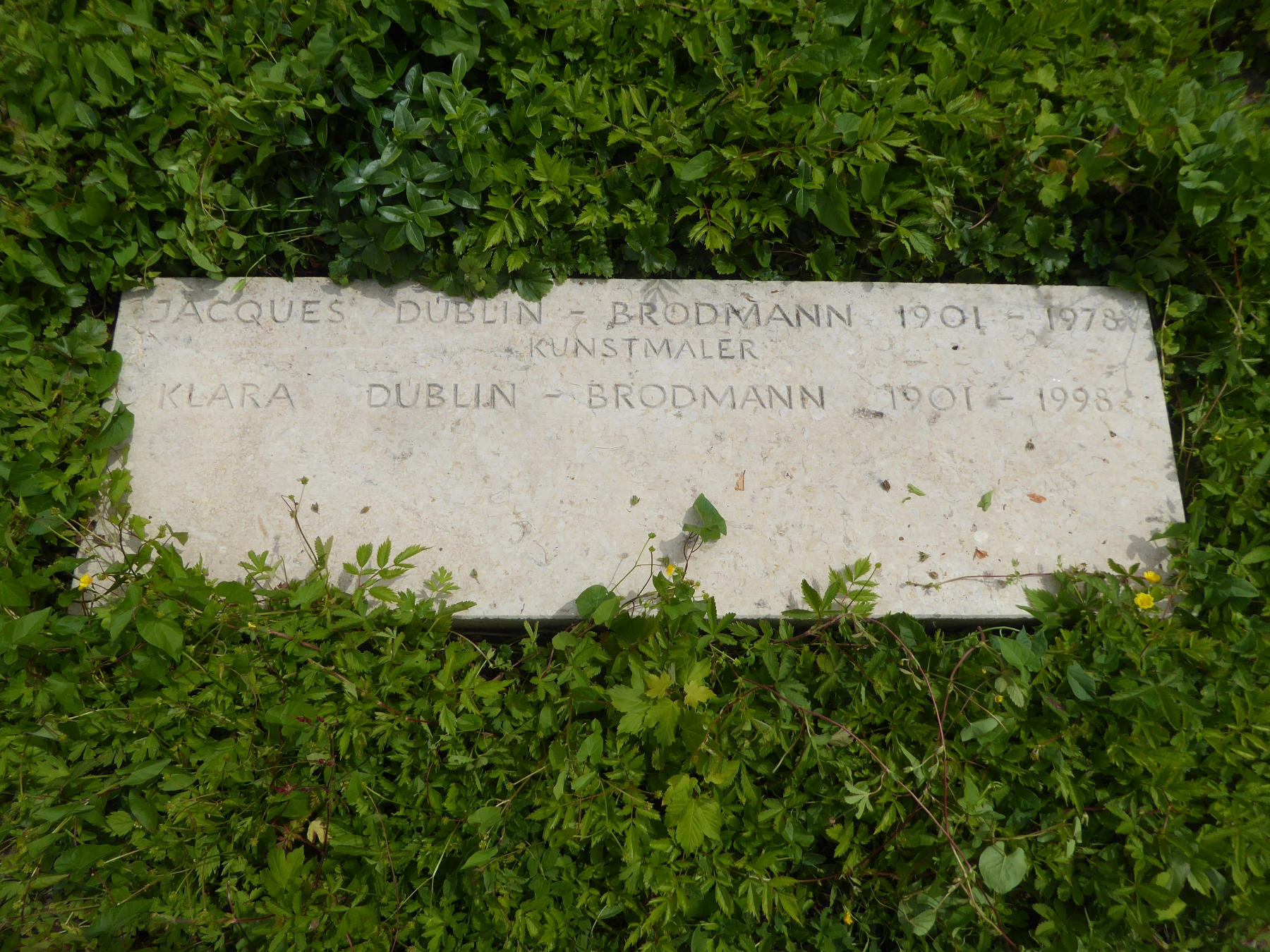
Grab auf dem Friedhof in Oberwil.

Düblin begann 1936 mit seinem umfangreiches Schaffen als Glasmaler. Höhepunkte sind die in Blautönen gehaltenen drei Chorfenster in der katholischen Kirche Oberwil von 1965. Parallel zu seinem künstlerischen Werk engagierte sich Düblin in der regionalen Kulturpolitik. 1930 gründete er gemeinsam mit den Künstlern Walter Eglin, Otto Plattner und Ernest Bolens den kantonalen Kunstkredit Baselland sowie 1944 die Basellandschaftliche Kunstvereinigung, heute Kunstverein Baselland. Von 1954 bis 1958 war er Präsident der GSMBA Basel und von 1959 bis 1964 in deren Zentralvorstand. 1971 erhielt er den Kulturpreis des Kantons Basel-Landschaft.
Düblin war seit 1931 mit der aus Ettingen stammende Klara, geborene Brodmann verheiratet. Zusammen hatten sie fünf Kinder. Ein Sohn ist der 1933 in Oberwil geborene Künstler Lukas Düblin. Jacques Düblin fand seine letzte Ruhestätte auf dem Friedhof in Oberwil.
2018 wurden anlässlich von Düblins 40. Todestag an einer Gedenkausstellung im Kulturforum Sprützehüsli in Oberwil Werke auf Papier, Gouachen, Aquarelle und Zeichnungen ausgestellt. Die Publikation zur Ausstellung von Kurator Urs Berger ist im Friedrich-Reinhardt-Verlag in Basel erschienen.
Auch wenn manche seiner Wandbilder im Zuge von Renovationen oder als Folge des Abbruchs der Gebäude zerstört wurden, sind seine grösseren Werke, u. a. die Glasfenster für Kirchen oder an öffentlichen Bauten, auch ausserhalb von Baselland zu finden. 

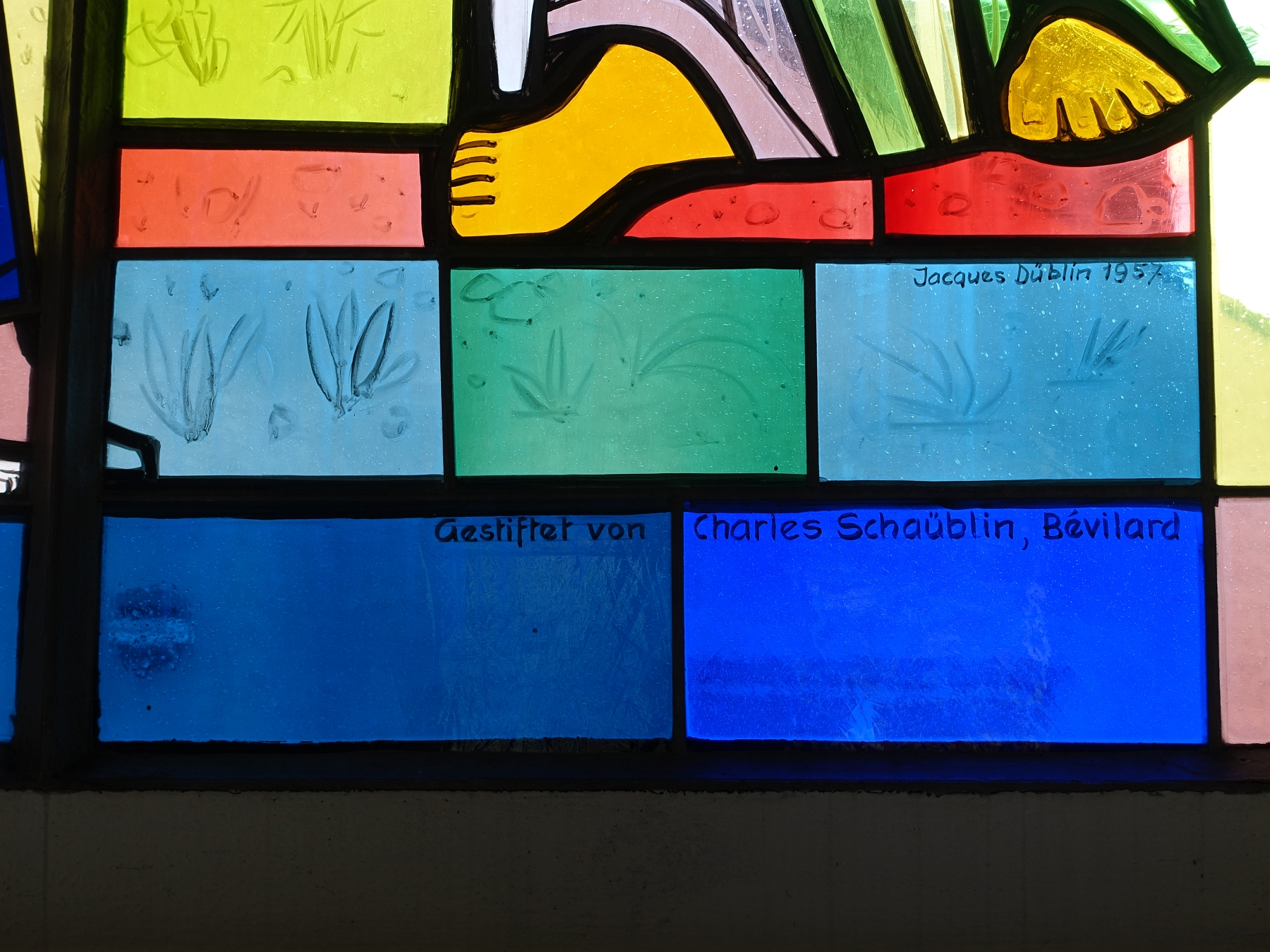
Fenster in der reformierten Kirche St. Peter Waldenburg, gespendet von Charles Schäublin
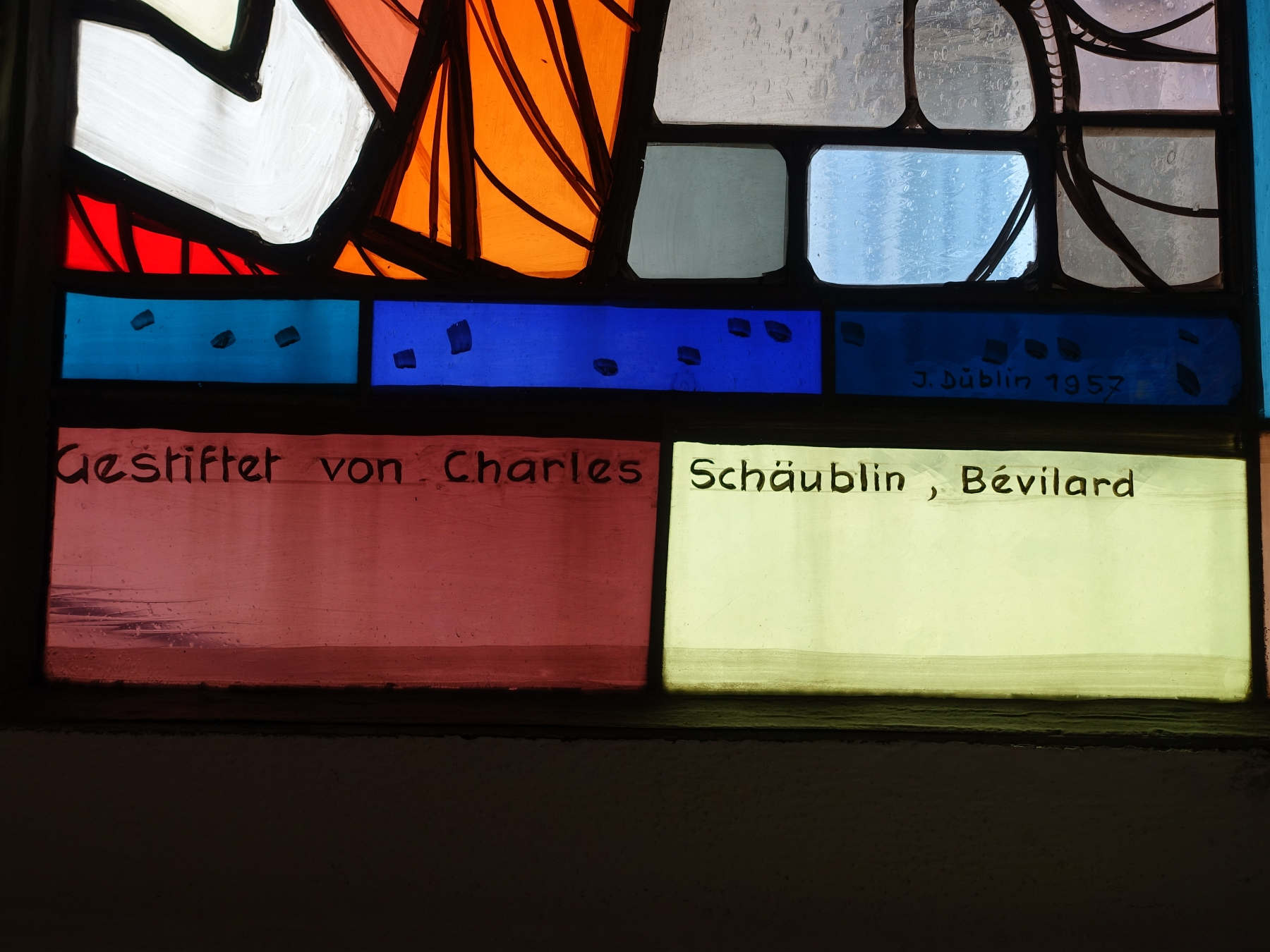
Fenster in der reformierten Kirche St. Peter Waldenburg
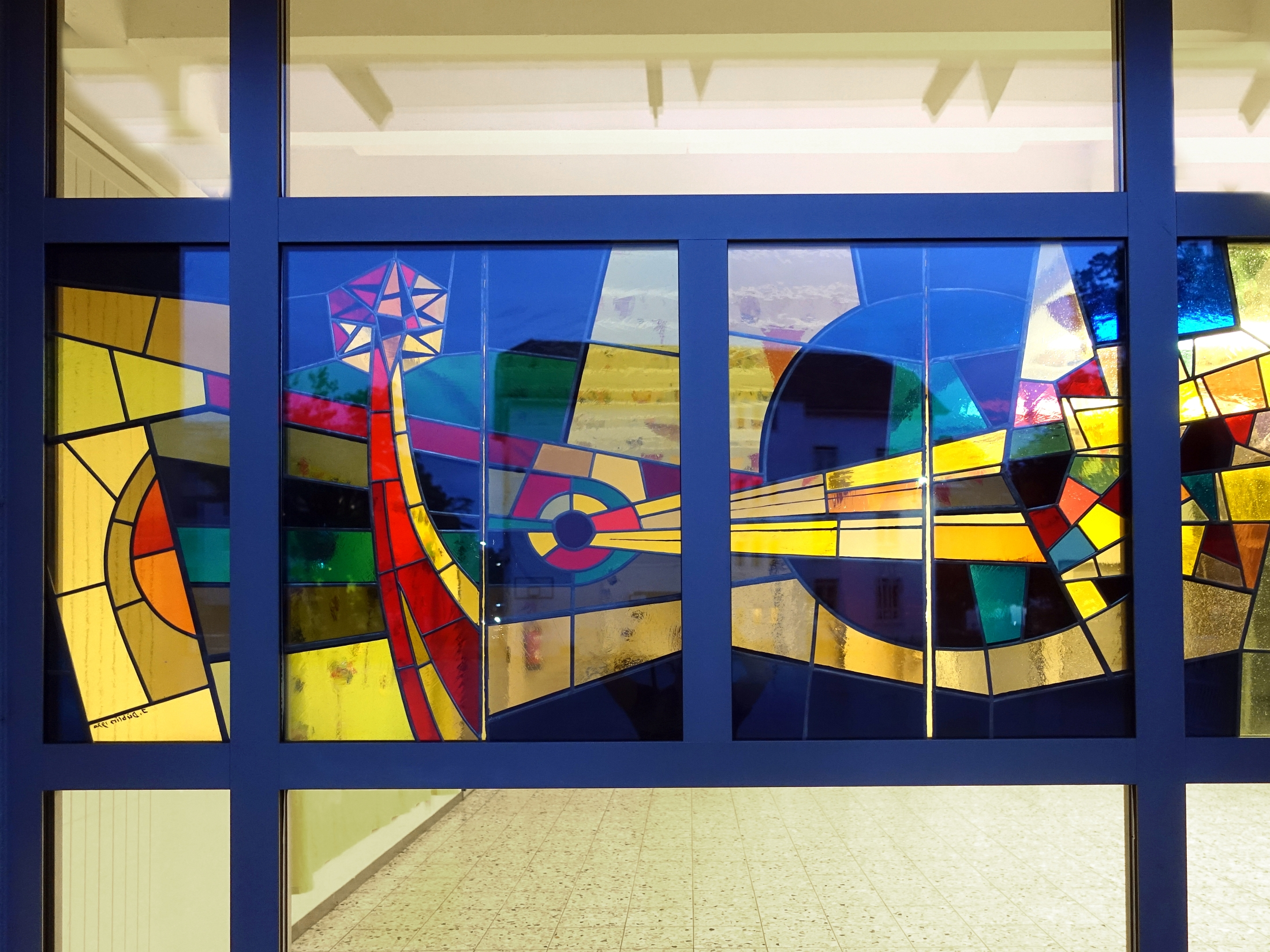
1970, Kirchmattschulhaus in Birsfelden
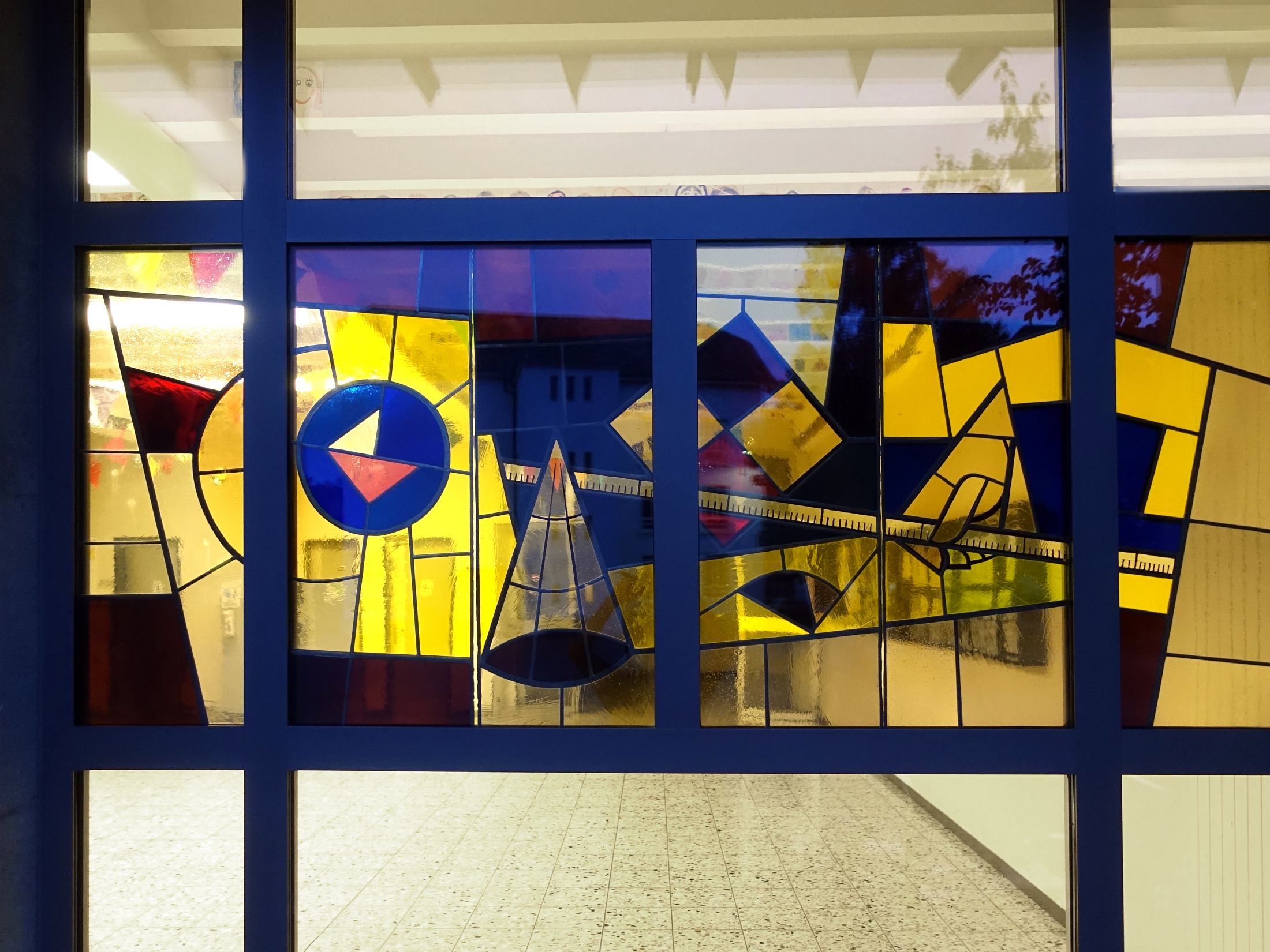
1970, Kirchmattschulhaus in Birsfelden
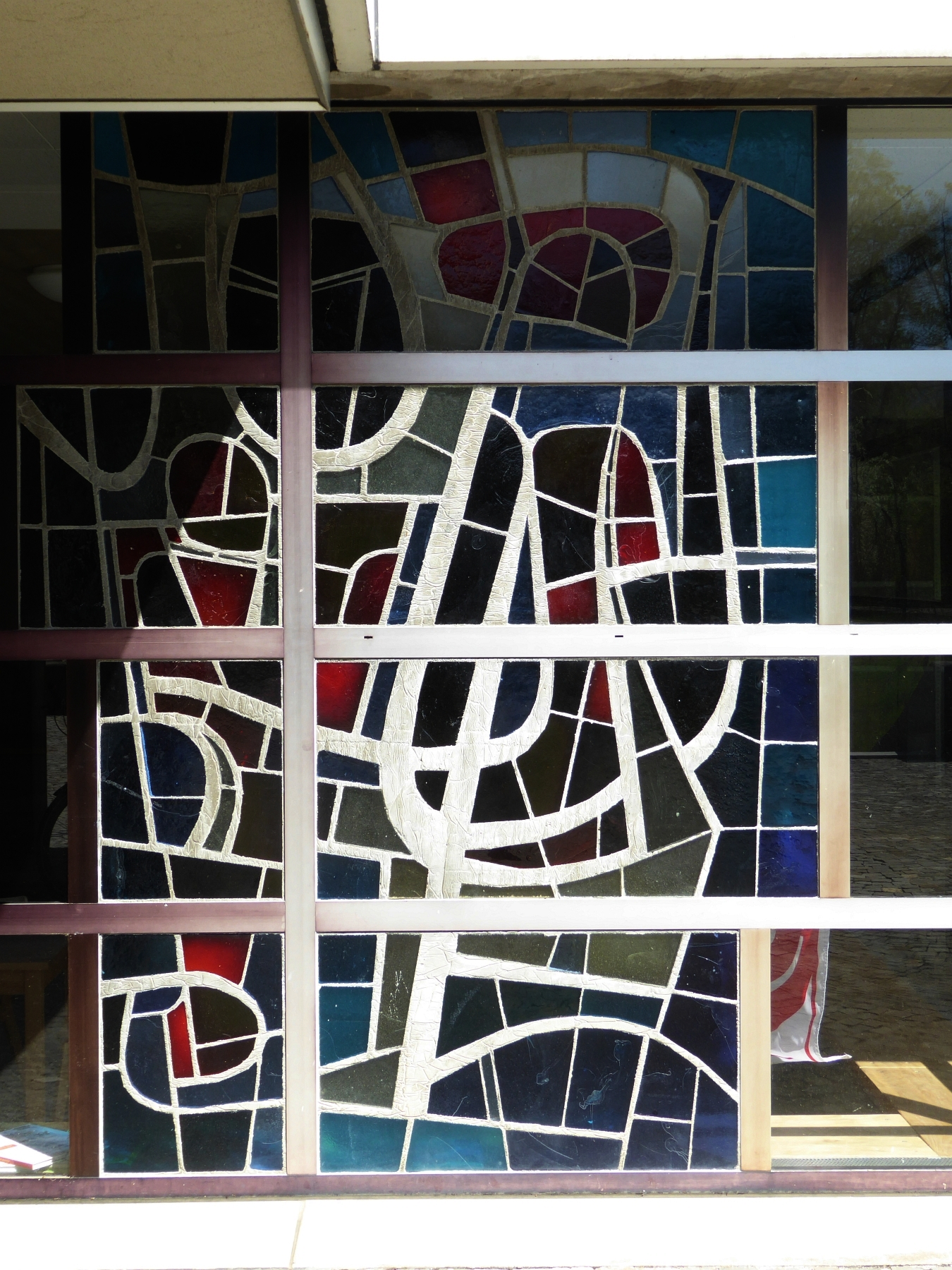
1965, Känelmattschulhaus in Therwil

## Werkauswahl

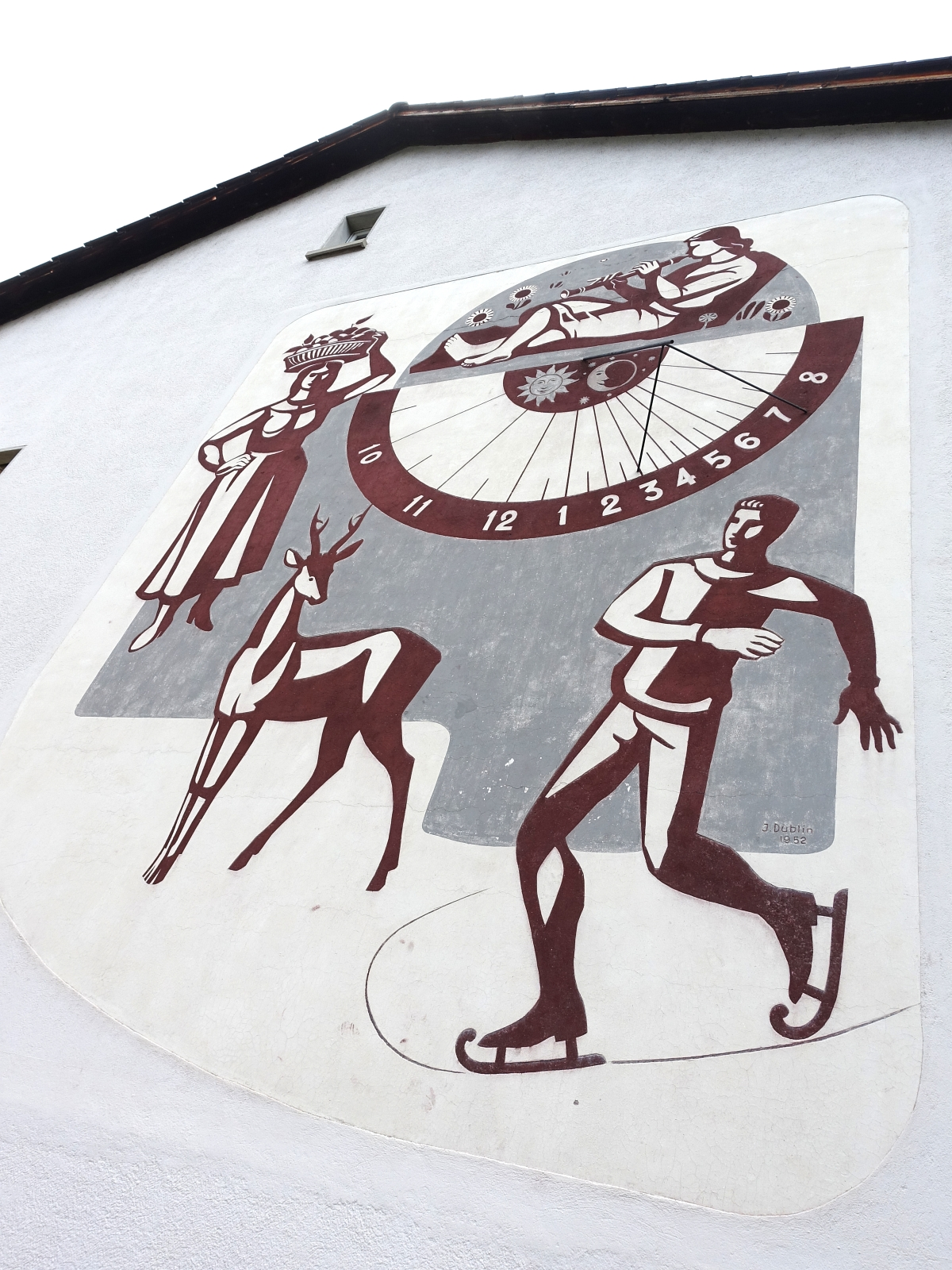
Sgraffito, 1952. Schulhaus Mühlematt. Liestal

- 1934: Wandbild, St. Franziskus, Haus Bircher, Eingangshalle, Zürich
- 1934: Wandbild, Haus Roth-Schäfer, Oberwil
- 1937: Kirchenfenster, katholische Kirche Ettingen
- 1937: Vierzehn Sgraffitos, Leidensweg Christi, katholische Kirche Ettingen
- 1939: Sgraffito, Schweizerische Landesausstellung (Abteilung kirchliche Kunst), Zürich (2004 zerstört)
- 1940: Kirchenfenster, St. Barbara, St. Elisabeth und St. Verena, St. Hedwig, St. Christophorus, St. Josef, St. Karl Borromäus, katholische Kirche Aesch
- 1946: Wandbild, Ländliche Szenen, Gemeindesall, Arboldswil
- 1952: Sgraffito, Sonnenuhr, Mühlemattschulhaus Liestal
- 1953: Sgraffito, Sonnenuhr mit Reh, Kind und Blumen, Primarschulhaus Reinach
- 1954: Sgraffito, Handballspieler, Realschule (Turnhalle) Pratteln
- 1954: Wandbild, Musik im Wald, Realschule (Aula) Gelterkinden

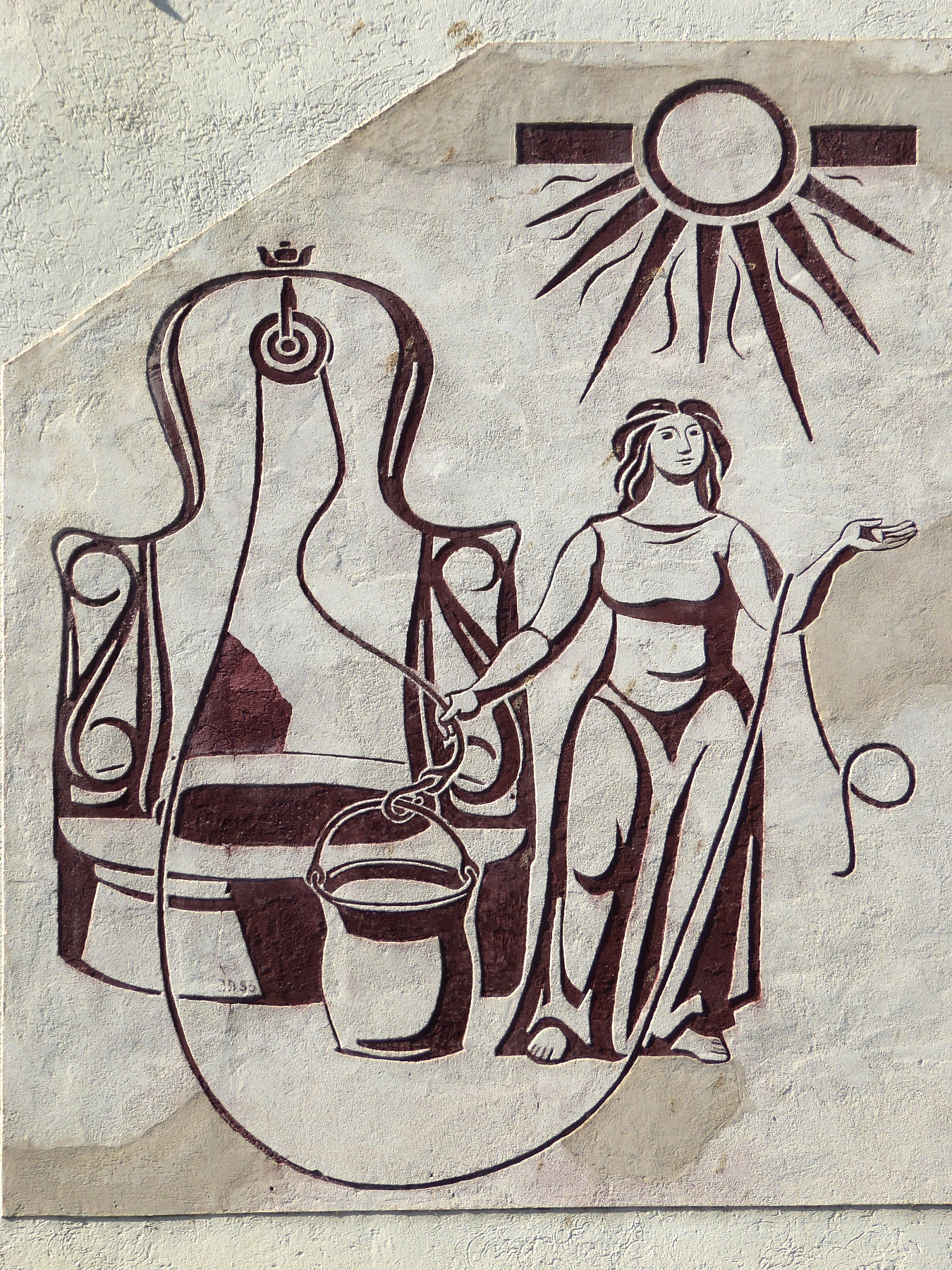
Sgraffito, 1953. Bottmingen

- Sgraffito, 1953. Bottmingen1955: Wandbild, Akrobatik, Realschule (Turnhalle) Muttenz
- 1955: Sgraffito, Vier Jahreszeiten, Wehrlinschulhaus (Eingang) Oberwil (2005 zerstört)
- 1956: Kirchenfenster, reformierte Pfarrkirche Waldenburg
- 1957: Wandbild, Pastorale, Aula über Turnhalle Oberwil
- 1958: Wandbild, Romantik, Realschule (Aula) Reinach
- 1958: Wandbild, Lebensbild, Gemeindeverwaltung Münchenstein
- 1965: Betonglasfenster, Vegetative Bewegung,  Känelmattschulhaus Therwil
- 1970: Glasfenster, Kirchmattschulhaus Birsfelden

## Ausstellungen (Auswahl)
- 1927: Salon d’Automne, Paris
- 1931: Palais des Expositions, Genf
- 1932, 1933, 1935, 1943, 1950, 1956: Kunsthalle Basel
- 1936, 1951: Kunstmuseum Bern
- 1936, 1961: Kunsthaus Luzern
- 1940, 1943, 1945: Kunsthaus Zürich
- 1947: Kunstmuseum Solothurn
- 1947: Kunsthaus Chur
- 1952: Schloss Ebenrain, Sissach
- 1981: Kunsthaus Aargau
- 1994: Gedenkausstellung für die vier Gründungsmitglieder des Kunstvereins Baselland, Walter Eglin, Otto Plattner, Jacques Düblin und Ernst Bolens, Schloss Ebenrain, Sissach
- 2018: Kulturforum Sprützehüsli, Oberwil BL